# インターネットCM
インターネットCMとは、インターネットのWWW上における、映像および音声を使用した動画広告（コマーシャルメッセージ、CM）のこと。
広告論的には時間軸で展開されるリッチメディア広告の一種である。静止画広告（ディスプレイ広告、バナー広告）と比べると比較的表現が豊かで、視覚的・感情的に高い訴求力があるとされている。また、広告主と消費者との双方向性を持たせることも可能である。

## 呼称および定義
これまでWWW上の動画広告は「ネットCM」「動画広告」「ストリーミング広告」「リッチバナー」「フラッシュバナー」など配信技術の違い・ファイルの違いなどにより様々な呼称があり、いかなる範囲をCMと定義するのかが困難になっていた。
そこで、インターネット広告推進協議会（JIAA）では、以下のように定義した。
1. インターネット、携帯電話を含む通信回線上のサービス（広告主が管理するウェブサイトを除く）の広告スペースにおいて、広告主の広告やマーケティング活動を目的として掲載されるもの
2. 広告表現として映像および音声を使用し、テレビCMのように時間軸で展開される広告

- 映像技術、配信技術についての区別は特にされていないが、ストリーミング方式（ユーザー側の端末にデータが残らない再生方式）なのか、ダウンロード方式（ユーザー側の端末にデータの複製を作成し再生する方式）なのかで著作物の利用許諾条件が異なる（後述）ため、契約の際は明記が必要である。
- 配信エリアの範囲（地域限定配信の有無など）についても許諾の条件が異なるため、契約の際は明記が必要である。

## 歴史
WWW上の時間軸広告として、アニメーションおよび音声を使用した広告が、2001頃から各所で存在していた。やがてブロードバンドの普及と通信速度の高速化によって、コンテンツ提供者はより大きなサイズの動画ファイルを配信できるようになった。
これを背景に2005年から、無料動画配信サービスなどにおいて、民間放送テレビ並みの映像広告が相次いで出稿されている。また、コンテンツの提供方法、CMの製作方法にインターネット特有のものが生まれ、インターネット特有の質・内容を利用して話題性を見込むバイラルCMが注目されている。

## 媒体および配信の方法
- ポータルサイトその他、一般のウェブサイトでの配信
- 動画共有サービス・インターネットテレビ・ビデオ・オン・デマンド等での配信 - テレビCMのように動画本編を中断して挿入する形。
- 専門のCMサイトによる配信

## 契約の形態・規制・倫理
多くの場合、放送における契約慣習を遵守している。BtoC契約の場合、多くは成功報酬型広告の形を取る。

### 広告倫理
日本民間放送連盟（民放連）放送基準より、頻度および時間、一部取り扱い品目が緩和されている。
- 具体的にはたばこ広告の扱いで、テレビ局系の動画配信サービス[1]の登録者情報で20代以上に看做されると判断した場合に限り、加熱式たばこの機種本体（IQOS、Ploomシリーズ、glo）におけるブランドCMに限っての配信が解禁されている[2][3]。これは、それ自体が1997年以降完全に禁止されたたばこそのもののコマーシャルと看做されず、電気機器のコマーシャルと判断されるためである。
- 民放連の規定によって民放の放送メディアで流れるコマーシャル全般で禁止されている二重宣伝が可能となっている。ウェブコミック配信サイトの配信作品単独宣伝など。パチンコ店の導入機種詳細、量販店の商品価格紹介、ウェブコミック配信サイトの無料キャンペーンなどにおける複数に渡る配信作品紹介は規定上における二重宣伝の解釈外。

### 権利処理
放送でもインターネットでも用いられる動画広告の場合、利用契約上、使用範囲が放送なのか通信なのか解釈しにくい状態となったことで、出演者・楽曲提供者など、とりわけ音楽関係権利者のあいだで利用料授受をめぐり、混乱を招いたり、誤解を誘発したりするケースが生じていた。
ウェブサイト上でのCM音楽については、これまで広告主の責任で著作権処理が行なわれてきたが、上記のような利用実態を踏まえ、ネットワーク音楽著作権連絡協議会（NMRC）と日本音楽著作権協会（JASRAC）が協議のすえ、インターネットでの動画配信などに挿入される楽曲の使用料率などについて、「CM配布用録音の承諾を得たCMコンテンツをネット配信し、その著作物使用料を広告関係事業者が支払う場合に適用する」ものを定め、2007年（平成19年）4月1日より事前許諾したうえで、一括に取り扱うこととなった。
使用料率は「媒体費単価による方式」と、「媒体費総額による方式」の2つが設定された。
媒体費単価とは、広告メディアの広告料単価のことである。1個のコンテンツに1回のリクエストがあった場合の単価の5%に、月間の総リクエスト回数を乗じて得た額。もしくは、5,000円のいずれか多い額が月額使用料となる。
媒体費総額とは、広告料の総額のことである。単価に関わらず、月間の広告料の総額の7%、もしくは5,000円のいずれか多い額を月額使用料としている。
とりわけ、権利処理に厳しいコンテンツを扱う場合、TVCMよりも契約期間を長めに設定して回避したり、それと同じ素材にL字型画面を付加したものが用いられたりしている。

### 放送との連動
インターネット利用者の世代や市場定着に着目した事業者により、「テレビCMの続き」をインターネット上で配信する傾向が2005年頃より増加傾向にある。